# Lijst van nummer 1-albums in de Nederlandse Album Top 100 in 1999
Onderstaande albums stonden tot 10 juli 1999 op nummer 1 in de Mega Album Top 100 in 1999. De lijst werd wekelijks samengesteld door de Stichting Mega Top 100. Vanaf 10 juli 1999 ontstond door het samengaan van de Stichting Nederlandse Top 40 met de Stichting Mega Top 100 de huidige Nederlandse Album Top 100. De lijst werd samengesteld door Megacharts B.V.. 
| Nummer | Datum        | Artiest                     | Titel                                                 |
| ------ | ------------ | --------------------------- | ----------------------------------------------------- |
| 413    | 2 januari    | U2                          | The best of 1980 - 1990                               |
|        | 9 januari    | U2                          | The best of 1980 - 1990                               |
|        | 16 januari   | U2                          | The best of 1980 - 1990                               |
| 414    | 23 januari   | Bee Gees                    | One night only                                        |
| 407    | 30 januari   | Ilse DeLange                | World of hurt                                         |
|        | 6 februari   | Ilse DeLange                | World of hurt                                         |
|        | 13 februari  | Ilse DeLange                | World of hurt                                         |
| 415    | 20 februari  | Volumia!                    | Volumia!                                              |
| 414    | 27 februari  | Bee Gees                    | One night only                                        |
| 416    | 6 maart      | 2Pac                        | Greatest hits                                         |
|        | 13 maart     | 2Pac                        | Greatest hits                                         |
| 407    | 20 maart     | Ilse DeLange                | World of hurt                                         |
|        | 27 maart     | Ilse DeLange                | World of hurt                                         |
| 417    | 3 april      | Andrea Bocelli              | Sogno                                                 |
|        | 10 april     | Andrea Bocelli              | Sogno                                                 |
|        | 17 april     | Andrea Bocelli              | Sogno                                                 |
| 418    | 24 april     | Vengaboys                   | Greatest hits! Part 1                                 |
|        | 1 mei        | Vengaboys                   | Greatest hits! Part 1                                 |
|        | 8 mei        | Vengaboys                   | Greatest hits! Part 1                                 |
| 417    | 15 mei       | Andrea Bocelli              | Sogno                                                 |
|        | 22 mei       | Andrea Bocelli              | Sogno                                                 |
| 419    | 29 mei       | Backstreet Boys             | Millennium                                            |
|        | 5 juni       | Backstreet Boys             | Millennium                                            |
| 420    | 12 juni      | Frans Bauer & Corry Konings | Frans Bauer & Corry Konings                           |
| 421    | 19 juni      | Toy Box                     | Fantastic                                             |
|        | 26 juni      | Toy Box                     | Fantastic                                             |
| 422    | 3 juli       | ABBA                        | De grootste hits in Nederland - 25 jaar na 'Waterloo' |
|        | 10 juli      | ABBA                        | De grootste hits in Nederland - 25 jaar na 'Waterloo' |
| 421    | 17 juli      | Toy Box                     | Fantastic                                             |
| 423    | 24 juli      | De Kast                     | Onvoorspelbaar                                        |
|        | 31 juli      | De Kast                     | Onvoorspelbaar                                        |
| 424    | 7 augustus   | Whitney Houston             | My love is your love                                  |
|        | 14 augustus  | Whitney Houston             | My love is your love                                  |
|        | 21 augustus  | Whitney Houston             | My love is your love                                  |
| 425    | 28 augustus  | Soundtrack                  | Notting Hill                                          |
|        | 4 september  | Soundtrack                  | Notting Hill                                          |
|        | 11 september | Soundtrack                  | Notting Hill                                          |
| 426    | 18 september | Shania Twain                | Come on over                                          |
|        | 25 september | Shania Twain                | Come on over                                          |
| 427    | 2 oktober    | Frans Bauer                 | Samen met jou                                         |
|        | 9 oktober    | Frans Bauer                 | Samen met jou                                         |
| 426    | 16 oktober   | Shania Twain                | Come on over                                          |
|        | 23 oktober   | Shania Twain                | Come on over                                          |
|        | 30 oktober   | Shania Twain                | Come on over                                          |
|        | 6 november   | Shania Twain                | Come on over                                          |
|        | 13 november  | Shania Twain                | Come on over                                          |
| 428    | 20 november  | Anouk                       | Urban solitude                                        |
|        | 27 november  | Anouk                       | Urban solitude                                        |
|        | 4 december   | Anouk                       | Urban solitude                                        |
|        | 11 december  | Anouk                       | Urban solitude                                        |
| 429    | 18 december  | Céline Dion                 | All the way...A decade of song                        |
| 430    | 25 december  | Andrea Bocelli              | Arie sacre                                            |